# Amphisbaena vanzolinii
Amphisbaena vanzolinii är en ödleart som beskrevs av  Carl Gans 1963. Amphisbaena vanzolinii ingår i släktet Amphisbaena och familjen Amphisbaenidae. Inga underarter finns listade i Catalogue of Life.